# ناروتو شيبودن: الفلم
ناروتو شيبودن: الفيلم (باليابانية:劇場版NARUTO−ナルト− 疾風伝) هو فيلم أُنتج في 2007 من إخراج هاجيمي كاميغاكي وتوزيع شركة توهو المحدودة وبطولة جونكو تاكيوتشي وتشي ناكامورا ويويشي ماسوكاوا وكويتشي توتشيكا وهو رابع فيلم من أفلام ناروتو وأول فيلم لناروتو شيبودن؛ الفيلم تحدث قصته بعد إنقاذ الكازيكاغي (بعد الحلقة 34).

## القصة
يبدأ الفيلم بتنبؤ سيء للمستقبل بأن ناروتو أوزوماكي سيموت أثناء قتاله لوحش قد طعنه. أقيمت جنازة لناروتو في موطنه القرية، حيث حضر الآخرون وتسونادي تنظر من خلال النافذة وتتسآل إن كان كل شيء قد حدده القدر.
في المشهد التالي، يعود الفيلم إلى عدة أيام قبل هذه الأحداث، حين يهاجم رجل يدعى يومي ضريحًا لاستعادة روح موريو - وهو شيطان قد حاول غزو العالم وإنشاء مملكته «مملكة الألف عام». ولأنه لا يمتلك جسدًا، يومي يعرض جسده على أنه جسد بديل إلى أن يستعيدوا جسد موريو الأصلي. الخطر الوحيد لخطة موريو هي كاهنة تدعى شيون - التي تمتلك القدرة على ختم روحه مرة أخرى - ويمكنها التنبؤ بموت الناس. لذا يوقظ جيشًا حجريًا من سباتهم لمهاجمة باقي العالم بينما يرسل تابعيه الأربعة للقضاء على شيون.

## فريق العمل
| الشخصية         | المؤدي الياباني             |
| --------------- | --------------------------- |
| ناروتو أوزوماكي | جونكو تاكيوتشي              |
| ساكورا هارونو   | تشي ناكامورا                |
| روك لي          | يويشي ماسوكاوا              |
| نيجي هيوغا      | كويتشي توتشيكا              |
| تسونادي         | ماساكو كاتسكي               |
| شيزوني          | كييكو نيموتو                |
| تن تن           | كييكو نيموتو                |
| كاكاشي هاتاكي   | كازهيكو إينوي               |
| مايتو غاي       | ماساشي إبارا                |
| شيكامارو نارا   | شوتارو موريكبو              |
| تيماري          | رومي باكو                   |
| شيون            | أيومي فجيمرا                |
| ميركو           | فميكو أوريكاسا              |
| تاروهو          | يوشينوري فوجيتا             |
| موريو           | سيزو كاتو                   |
| يومي            | هديتوشي ناكامورا            |
| غيتاي           | كيشو تانياما                |
| ستسونا          | كاتسيوكي كونيشي             |
| سوسوكي          | دايسكي كيشيو                |
| كوسانا          | تتسيا كاكيهارا              |
| شيزوكو          | ميوكي ساواشيرو              |
| السيدة العجوز   | ماكيكو نابي                 |
| حراس القصر      | ريوساكو تشيجاوا كينتشي ماين |
| حارس الحدود     | كيسوك فوجي                  |
| فتاة            | يوكو نشينو                  |

## وصلات خارجية
- ناروتو شيبودن: الفلم (فيلم) في شبكة أخبار الأنمي
- مقالات تستعمل روابط فنية بلا صلة مع ويكي بيانات
- ناروتو شيبودن الفيلم في موسوعة ناروتو.